# Ascidia trunca
Ascidia trunca is een zakpijpensoort uit de familie van de Ascidiidae. De wetenschappelijke naam van de soort is voor het eerst geldig gepubliceerd in 2007 door Brunetti.